# Bruno Gomes (calciatore 1996)
Bruno Gomes de Oliveira Conceição, noto semplicemente come Bruno Gomes (San Paolo, 19 luglio 1996), è un calciatore brasiliano, attaccante del Semen Padang.

## Caratteristiche tecniche
Attaccante dotato tecnicamente, può essere impiegato sia da seconda punta che da ala. Rapido e dinamico, è molto bravo nel dribbling e sa farsi valere anche in fase difensiva; per le sue caratteristiche è stato paragonato ad Alexandre Pato.

## Carriera
Cresciuto nei settori giovanili di Desportivo Brasil e Internacional, il 31 agosto 2015 viene ceduto in prestito al Genoa, ma la mail contenente i documenti per il trasferimento viene registrata dopo la chiusura ufficiale della trattative, portando così al blocco da parte della FIFA; nei mesi successivi si allena al Genoa in attesa del transfer, che arriva il 4 gennaio 2016. Dopo non aver collezionato alcuna presenza ufficiale con la prima squadra, al termine della stagione fa ritorno in Brasile e il 22 luglio passa in prestito con diritto di riscatto all'Estoril Praia. Dopo essersi svincolato dal club di Porto Alegre, il 31 agosto 2017 viene nuovamente tesserato dai Canarinhos. Al termine della stagione torna in Brasile venendo ceduto in prestito al Vitória, ma dopo appena un mese torna in Portogallo passando sempre in prestito all'Aves. Al termine della stagione rimane svincolato fino al 22 novembre 2019, quando il Modena comunica il suo tesseramento. Il 21 luglio 2020, si separa dal club italiano dopo solo 6 presenze per accasarsi al Paraná, allora militante nel Campeonato Brasileiro Série B. Il giocatore disputerà una discreta stagione, dove andrà a segno per 6 volte in 28 presenze di campionato. Il 1⁰ luglio 2021, Gomes ha firmato un contratto per il Nacional, militante nella seconda divisione portoghese.

## Statistiche

### Presenze e reti nei club
Statistiche aggiornate al 26 gennaio 2020.
| Stagione             | Squadra              | Campionato           | Campionato | Campionato | Coppe nazionali | Coppe nazionali | Coppe nazionali | Coppe continentali | Coppe continentali | Coppe continentali | Altre coppe | Altre coppe | Altre coppe | Totale | Totale |
| Stagione             | Squadra              | Comp                 | Pres       | Reti       | Comp            | Pres            | Reti            | Comp               | Pres               | Reti               | Comp        | Pres        | Reti        | Pres   | Reti   |
| -------------------- | -------------------- | -------------------- | ---------- | ---------- | --------------- | --------------- | --------------- | ------------------ | ------------------ | ------------------ | ----------- | ----------- | ----------- | ------ | ------ |
| 2015                 | Internacional        | A                    | 0          | 0          | CB              | 1               | 0               | CL                 | -                  | -                  | -           | -           | -           | 1      | 0      |
| gen.-giu. 2016       | Genoa                | A                    | 0          | 0          | CI              | -               | -               | -                  | -                  | -                  | -           | -           | -           | 0      | 0      |
| 2016-2017            | Estoril Praia        | PL                   | 23         | 3          | TdP+TdL         | 4+1             | 5+0             | -                  | -                  | -                  | -           | -           | -           | 28     | 8      |
| 2017-2018            | Estoril Praia        | PL                   | 21         | 1          | TdP+TdL         | 1+0             | 0               | -                  | -                  | -                  | -           | -           | -           | 22     | 1      |
| Totale Estoril Praia | Totale Estoril Praia | Totale Estoril Praia | 44         | 4          |                 | 6               | 5               |                    | -                  | -                  |             | -           | -           | 50     | 9      |
| lug.-ago. 2018       | Vitória              | A                    | 0          | 0          | CB              | 0               | 0               | -                  | -                  | -                  | -           | -           | -           | 0      | 0      |
| ago. 2018-2019       | Aves                 | PL                   | 11         | 0          | TdP+TdL         | 1+1             | 0               | -                  | -                  | -                  | -           | -           | -           | 13     | 0      |
| nov. 2019-2020       | Modena               | C                    | 6          | 0          | CI-C            | -               | -               | -                  | -                  | -                  | -           | -           | -           | 6      | 0      |
| Totale carriera      | Totale carriera      | Totale carriera      | 61         | 4          |                 | 9               | 5               |                    | -                  | -                  |             | -           | -           | 70     | 9      |